# Eugene Church
Eugene Church (* 23. Januar 1938 in St. Louis, Missouri; † 3. April 1993 in Los Angeles, Kalifornien) war ein amerikanischer R&B-Sänger.

## Leben
Eugene Church ging in Los Angeles an die George Washington Carver Highschool, wo er zusammen mit Tony Allen und Arthur Lee Maye unterrichtet wurde. Die Clique erweiterte sich um Richard Berry, Bobby Freeman, Gaynel Hodge, Jesse Belvin und Marvin Phillips, so dass sich unter den jungen Musikern ein weites Netzwerk innerhalb der Los Angeleser R&B-Szene entwickeln konnte.
Eugene Church trat erstmals 1956 neben Jesse Belvin und Obediah „Young“ Jessie als Mitglied der Cliques durch zwei Singles auf Modern Records musikalisch in Erscheinung. In diesem Jahr konnte die Band mit The Girl in My Dreams einen guten Erfolg erzielen. Sodann unterstützte Church Jesse Belvin immer wieder bei dessen Solo-Aufnahmen.
Ein gemeinsames Band-Projekt der Freunde waren die Saxons, die in der Besetzung Church, Belvin, Tommy „Buster“ Williams, Gaynel Hodge und dem jungen Johnny Guitar Watson Is It True und Rock ’n’ Roll Show auf Contender Records herausbrachten.
Unter eigenem Namen als „Eugene Church and the Fellows“ nahm er für Class Records 1958 Pretty Girls Everywhere auf. Bei den Fellows handelte es sich um namhafte Unterstützung: den ersten Tenor sang Buster Williams, Gaynel Hodge sang Tenor, sein Bruder Alex Hodge Bariton. Jesse Belvin gab den Bassisten. Die Idee zu dem Titel (in etwa: Überall hübsche Mädchen) hatte Church, als er mit seinem Mitbewohner Williams am ersten heißen Sommertag 1958 durch Los Angeles fuhr. Jesse Belvin hatte wesentlichen Anteil an der Entwicklung der rhythmischen Struktur des Songs. Der Song entwickelte sich im Verlauf des Herbstes bis ins neue Jahr zu einem nationalen Chart-Hit, der es Church ermöglichte, mit Künstlern wie Jackie Wilson, James Brown, Hank Ballard und Dinah Washington auf Tour zu gehen. Die Fellows unterstützten ihn dabei, so oft es ging.
Der Folgetitel Miami auf Class 254 war ebenfalls ein nationaler Hit und gleichzeitig die letzte Chartnotierung von Eugene Church, zwei weitere Singles folgtem auf dem kleinen Class-Label von Bobby Day. 1961 wechselte Church zu King Records, wo zuweilen sein Name für Aufnahmen anderer Musiker verwendet wurde: im Interview mit Steve Propes erinnert er sich, er habe auf I’m Yout Taboo Man Bobby Day im Background begleitet.
Nach der letzten Veröffentlichung auf World Pacific leitete Eugene Church eine Kette von Frisörläden und kam dadurch zu Wohlstand. Eugene Church starb 1993 in Los Angeles an Krebs.

## Diskografie
Für weitere Aufnahmen mit Eugene Church siehe The Cliques und The Saxons.
- 1957: Open Up Your Heart / How Long, Specialty 604
- 1959: Pretty Girls Everywhere / For the Rest of My Life, Class 235
- 1959: Miami / I Ain’t Goin’ for That, Class 254
- 1959: Jack of All Trades / Without Soul, Class 261
- 1960: The Struttin’ Kid / That’s What’s Happenin’, Class 266
- 1960: Good News / Polly, Rendezvous 132
- 1961: Mind Your Own Business / You Got The Right Idea, King 5545
- 1962: That’s All I Want / Geneva, King 5589
- 1962: Light of the Moon / I’m Your Taboo Man, King 5610
- 1962: The Right Girl, the Right Time / Pretty Baby Won’t You Come on Home, King 5659
- 1963: Time Has Brought About a Chance / Sixteen Tons, King 5715
- 1967: Dollar Bill / U Makka Hanna Dollar Bill, World Pacific 77866